# Геликон (струнный инструмент)
Геликон — древнегреческий музыкальный инструмент, описанный у Аристида, Птоломея и др.; имел четырехугольный вид; струн по одним источникам — 4, по другим — 7 или 9. Использовался для изучения музыкальных интервалов, поиска наиболее приятного звучания. Именно с появления подобных инструментов начинается расцвет греческой музыки.
По предназначению к геликону близок монохорд и канон.